# Песчанковые (рыбы)
Песчанковые (лат. Ammodytidae) — семейство лучепёрых рыб из отряда Trachiniformes. Ранее включалось в отряд окунеобразных. Широко распространены в холодных, умеренных, субтропических и тропических водах Северного Ледовитого, Атлантического, Тихого и Индийского океанов.

## Описание
Тело удлинённое, сжатое с боков. Покрыто мелкой циклоидной чешуёй, отдельные участки тела лишены чешуи. Голова заострённая, верхняя челюсть выдвижная, зубов нет. В спинном и анальном плавнике отсутствуют колючие лучи. Спинной плавник длинный с 40—69 мягкими лучами. Анальный плавник с 14—36 мягкими лучами не соединён с хвостовым плавником. Брюшные плавники отсутствуют. Боковая линия расположена высоко, почти у основания спинного плавника. Имеются кожные кили вдоль обеих сторон брюха. На коже обычно большое количество поперечных косых складок. Хвостовой плавник вильчатый. Плавательный пузырь отсутствует.

## Биология
Мелкие рыбы длиной до 30 см ведут стайный образ жизни. Обычно встречаются в прибрежье на глубине от 1 до 100 м над песчаными грунтами, некоторые виды — на бо́льших глубинах. При опасности или во время отлива быстро зарываются в песок. Некоторые виды впадают в зимнюю спячку, зарываясь в песок. Питаются преимущественно зоопланктоном. Служат пищей многим видам рыб и морских птиц.

## Таксономия
К семейству относят 7 родов из 28 видов, обитающих как в северном, так и в южном полушариях:
- Ammodytes Linnaeus, 1758 — песчанки;
- Ammodytoides Duncker & Mohr, 1939;
- Bleekeria Günther, 1862 (синонимы: Embolichthys, Herklotsina);
- Gymnammodytes Duncker & Mohr, 1939;
- Hyperoplus Günther, 1862;
- Lepidammodytes Ida, Sirimontaporn & Monkolprasit, 1994;
- Protammodytes Ida, Sirimontaporn & Monkolprasit, 1994

## Промысел
Добывают донными тралами, мелкоячеистыми закидными неводами и другими сетными орудиями лова. Мировые уловы песчанковых в отдельные годы превышали 1,3 млн тонн. Больше всего ловят в бассейне Атлантического океана и у берегов Японии. В СССР максимальные уловы отмечены в 1980-х годах — в среднем 13,3 тыс. т.
Используются в пищевых целях, для производства кормовой муки, а также как наживка при ярусном лове трески и пикши.
| Год          | 1989 | 1990 | 1994 | 1995 | 1996 | 1997 | 1998 | 1999 | 2000 |
| Уловы, млн т | 1,21 | 0,83 | 1,15 | 1,24 | 0,97 | 1,35 | 1,13 | 0,8  | 0,8  |